# Miss World 1989
| Data:                | 22 listopada 1989                          |
| Kraj:                | Hongkong                                   |
| Gala finałowa:       | Hong Kong Convention and Exhibition Centre |
| Liczba uczestniczek: | 78                                         |
| Zwyciężczyni:        | Aneta Kręglicka, Polska                    |
| Poprzedniczka:       | Linda Pétursdóttir, Islandia               |
| Następczyni:         | Gina Marie Tolleson, Stany Zjednoczone     |
| -------------------- | ------------------------------------------ |

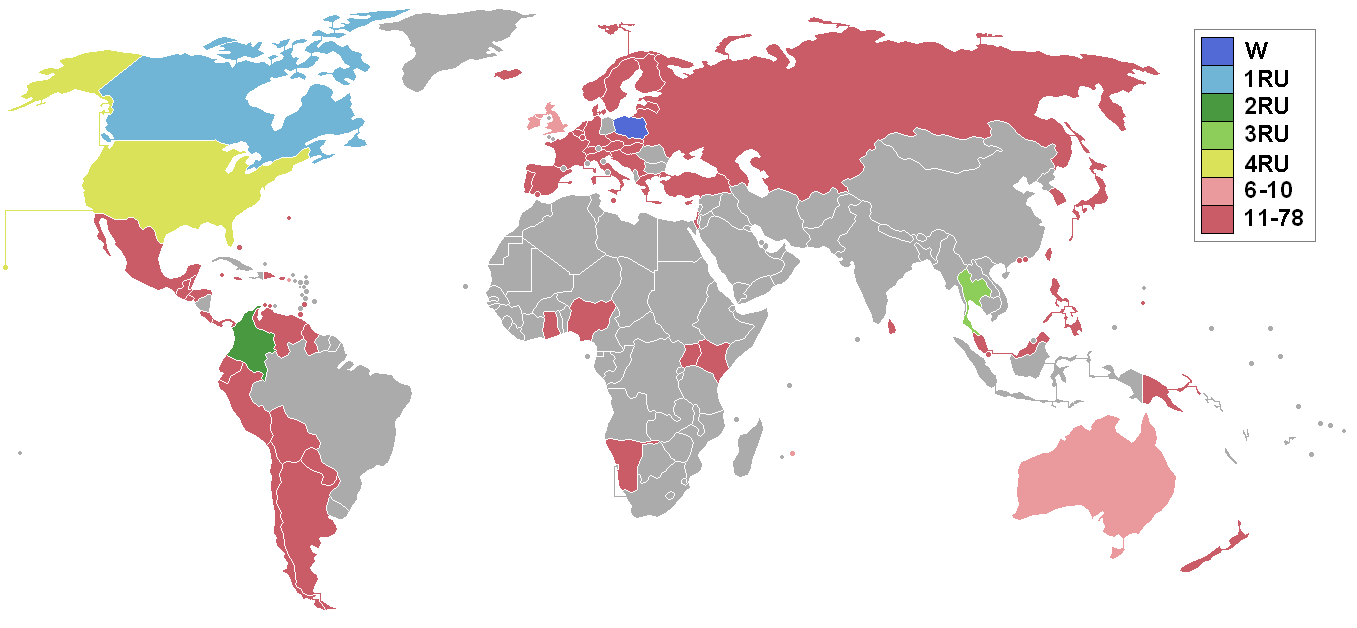
Mapa Miss World 1989

Miss World 1989 – były to 39. wybory Miss Świata i pierwsze zorganizowane poza Londynem. Odbyły się 22 listopada 1989 roku w Hong Kong Convention and Exhibition Centre w Hongkongu. Koronę, berło i tytuł Miss World zdobyła reprezentująca Polskę – Aneta Kręglicka.

## Wyniki

### Miejsca
| Wyniki finału   | Uczestniczka/Uczestniczki |
| --------------- | --- |
| Miss World 1989 | - Polska – Aneta Kręglicka |
| 1. wicemiss     | - Kanada – Leanne Caputo |
| 2. wicemiss     | - Kolumbia – Mónica María Isaza Mejía |
| 3. wicemiss     | - Tajlandia – Prathumrat Woramali |
| 4. wicemiss     | - Stany Zjednoczone – Jill Renee Scheffert |
| Półfinalistki   | - Australia – Natalie Tania McCurry - Irlandia – Barbara Ann Curran - Mauritius – Jeanne Françoise Nathalie Clement - Wielka Brytania – Suzanne Younger - Wyspy Dziewicze Stanów Zjednoczonych – Vania Thomas |

### Kontynentalne Królowe Piękności
| Kontynent | Uczestniczka                                    |
| --------- | ----------------------------------------------- |
| Afryka    | - Mauritius – Jeanne Françoise Nathalie Clement |
| Ameryka   | - Kanada – Leanne Caputo                        |
| Azja      | - Tajlandia – Prathumrat Woramali               |
| Europa    | - Polska – Aneta Kręglicka                      |
| Oceania   | - Australia – Natalie Tania McCurry             |

### Kolejność wyczytywania finalistek
- 1. Mauritius
- 2. Kanada
- 3. Stany Zjednoczone
- 4. Polska
- 5. Wyspy Dziewicze Stanów Zjednoczonych
- 6. Wielka Brytania
- 7. Kolumbia
- 8. Tajlandia
- 9. Australia
- 10. Irlandia

## Nagrody specjalne
| Nagroda              | Uczestniczka               |
| -------------------- | -------------------------- |
| Miss Osobowości      | - Belgia – Greet Ramaekers |
| Miss Fotogeniczności | - ZSRR – Anna Gorbunowa    |

## Notatki dot. krajów uczestniczących

### Państwa powracające i debiuty
- Łotwa, Namibia, Węgry i ZSRR uczestniczyły w konkursie Miss World pierwszy raz.
- Czechosłowacja ostatnio uczestniczyła w konkursie w 1969 roku.
- Aruba i Portoryko ostatnio uczestniczyły w konkursie w 1985 roku.
- Panama ostatnio uczestniczyła w konkursie w 1987 roku.

### Państwa, które zrezygnowały z udziału w konkursie
Barbados, Brytyjskie Wyspy Dziewicze, Bułgaria, Egipt, Indie, Liban, Liberia, Saint Kitts i Nevis, Suazi, Turks i Caicos, Urugwaj, Wyspa Man, Wyspy Cooka.